# Nick Lee
Nick Lee (New York, 14 aprile 1973) è un chitarrista e compositore statunitense, noto prevalentemente come membro del gruppo heavy metal Riot V.

## Biografia
Ha debuttato come chitarrista nel 1994 in una band del Connecticut, ispirato da Jack Owen dei Cannibal Corpse  e a Brian Hoffman dei Deicide. Dopo una breve esperienza nei Rice Cultivation Society  nel 2015 è entrato a far parte della storica band Heavy metal Riot V. È inoltre membro fondatore dei Moon Tooth. 
Nel 2005 ha esordito come solista, con l'album Dance 2005.
Nel 2022 ha collaborato con Michael Bublè.
Nel luglio del 2022 è caduto dalle scale e ha battuto la testa, il che lo ha costretto ad una lunga ospedalizzazione.

## Discografia

### Da solista
- 2005 - Dance 2005
- 2022 - Bedroom Pop

### Con i Riot V
- 2014 - Unleash the Fire
- 2018 - Armor of Light

### Con i Moon Tooth
- 2016 - Chromaparagon
- 2019 - Crux
- 2022 - Phototrop

### Con gli Exemption
- 2007 - The Rabbit Hole
- 2010 - Public Cemetery Party

### Collaborazioni
- 1998 - Big Night Without You - Emmet Swimming
- 1999 - From Within - Young People
- 2004 - Storyteller - Shelley Long
- 2006 - Take Me to the Future - Hawkwind
- 2011 - Peace City West - Steve Cradock
- 2013 - Invisible Empire - KT Tunstall
- 2020 - One Second of One Day - Gunnar
- 2021 - Second Base - Baby Jake
- 2022 - Higher - Michael Bublè